# Аёвская волость
Аёвская волость — административно-территориальная единица Тарского уезда Тобольской губернии (до 1917), Акмолинской (Омской) области (1917—1918), Тюменская губерния (1919), Омской губернии (1920—1924).
Волостной центр — село Завьялово (слобода Аёвская).

## История
Волость образована в 1782 году путём преобразования Аёвской слободы. Волостной центр был размещён в дереве Завьяловой, позже перенесён в деревню Аёвская слобода, затем вновь в деревню Завьялову.
В 1864 году Совет Главного Управления Западной Сибири водворил в Аёвскую волость 31 человек поляков. Волость являлась местом ссылок.
В 1884 году основано Завьяловское сельское начальное народное училище министерства народного просвещения.
14 апреля 1888 года состоялось постановление Казённой Палаты, по которому все крестьянские удобные земли, а также земли частных владельцев и городских обществ, фабричных и торговых заведений, обложены губернским сбором в 2 копейки. В Аёвской волости имелось удобной земли 45718 десятин облагаемых этим налогом.
Для измерения земли в волости преобладала круглая десятина, но в тех селениях, где большинство переселенцы из Европейской России, была принята казённая десятина.
На 1893 год общее количество земли в пользовании волости составляло 73946 десятин.
С 1893 года по 1 июля 1903 года в волости действовал 21 переселенческий посёлок, 5 запасных участков да переселенцев.
В 1898 году открыта церковно-приходская школа в деревне Чаунина (школа грамоты).
В 1900 году открыта амбулатория (фельдшерский пункт) в селе Завьялово.
В 1902 году открыта первая церковно-приходская школа в слободе Аёвской.
10 октября 1902 года в селе Авякское была открыта церковно-приходская школа.
На 1 января 1904 года в волости действовало 22 переселенческих посёлка и 5 запасных участков.
В 1905 году в деревне Шухова была открыта церковно-приходская школа (школа грамоты).
В 1909 году часть волости была выделена в образованную Ново-Ягодинскую волость.
На 1913 год в волости действовало 28 переселенческих посёлков.
До 1917 года в волости продолжало функционировать около 30 переселенческих участков.
Постановлением Сибревкома от 24 сентября 1924 года в связи с укрупнением волостей вошла в состав Знаменской и Рыбинской волостей (преобразованы в 1925 году в Знаменский и Рыбинский районы Тарского округа Сибирского края с образованием сельских советов Завьяловский, Знаменский, Пушкарёвский, Шуховский, Фирстовский, Чаунинский).
На сегодняшний день из всех населённых пунктов Аёвской волости сохранилось только 17, находящихся в Знаменском и Большеуковском районах Омской области.

## Административное деление
Состав на 1893 год
| - деревня Авяк - деревня Александрина - деревня Горбунова - деревня Завьялова - деревня Кондратина - деревня Малобутакова - деревня Мурзина - деревня Новошестамакская - деревня Новоягодная - деревня Пушкарёва | - деревня Семибуринская - деревня Слобода-Аёвская - деревня Солнечный-Проток - деревня Уваровка - деревня Усть-Оша - деревня Чаунина - деревня Чебаклинская - деревня Чередова - деревня Шухова - выселок Богочановский | - выселок Каргаполовский - выселок Чередовский |

Состав на 1903 год
| - село Авякское - село Завьялово - село Ново-Ягодное - деревня Александрина - деревня Горбунова - деревня Кондрашина - деревня Мало-Бутакова - деревня Мурзина - деревня Ново-Шестамакская - деревня Солнечный Проток - деревня Пушкарёва - деревня Семибуренская - деревня Слободо-Аёвская - деревня Уваровка - деревня Усть-Оша | - деревня Чаунина - деревня Чебаклы - деревня Чередова - деревня Шухова - посёлок Айлинский - посёлок Бобровский - посёлок Котовщиковский - посёлок Коузинский - посёлок Куяринский - посёлок Куксинский - посёлок Любанский - посёлок Николаевский - посёлок Покровский - посёлок Табаринский - посёлок Тайгинский | - посёлок Таулинский - посёлок Тайтузинский - посёлок Тузаклинский - посёлок Чиганинский - выселок Богачановский - выселок Каргаполовский - выселок Пузырёвский - выселок Чередовский - заимка Балашова - заимка Грязнова - заимка Никитина - заимка Поляки - заимка Якушина |

Состав на 1909 год
| - село Авякское - село Завьялово - деревня Аёвская слобода - деревня Бобровка - деревня Горбунова - деревня Кондрашина - деревня Котовщикова - деревня Мало-Бутакова - деревня Мурзина - деревня Пушкарёва - деревня Семибуренская - деревня Тузаклы - деревня Уваровка - деревня Усть-Оша - деревня Чаунина | - деревня Чебаклы - деревня Чередова - деревня Шухова - посёлок Адиновский - посёлок Багдановский - посёлок Большереченский - посёлок Бельники - посёлок Георгиевский - посёлок Колбуши - посёлок Кудряшевский - посёлок Николаевский - посёлок Ново-Николаевский - посёлок Ново-Михайловский - посёлок Ново-Романовский - посёлок Ново-Троицкий | - посёлок Орловский - посёлок Романовский - посёлок Соколовский - посёлок Соловьёвский - посёлок Уртяг - выселок Богачановский - выселок Каргаполовский - выселок Чередова - заимка Грязнова - заимка Поляцкая - заимка Балашёва - заимка Якушина - заимка Белова |

Состав на 1924 год
| - село Завьялово - село Фирстово - село Чаунино - село Авяк - деревня Богочаново - деревня Горбунова - деревня Уваровка - деревня Слобода-Аёвская - деревня Бояркина - деревня Киселёва | - деревня Солдатское - деревня Чередова - деревня Пушкарёва - деревня Кондрашино - деревня Шухова - деревня Липовка - деревня Семибуренская - деревня Мало-Бутаково - деревня Мало-Чередово - заимка Малиновка | - заимка Грязнова - заимка Поляки - посёлок Ингалы - посёлок Соколовский - посёлок Сергиевский - выселок Соловьёвский - выселок Львица - коммуна Кудряши - сельскохозяйственное товарищество Прогресс - 64 различных хутора |

### Административные участки
- II участок по воинской повинности Тарского уезда с центром в селе Завьялово;
- III участок крестьянского начальника Тарского уезда с центром в селе Завьялово;
- I полицейский стан Тарского уезда с центром в селе Завьялово;
- II участок полицейского урядника Тарского уезда с центром в деревне Шухова;
- V участок мирового судьи Тарского уезда смешанной подсудности с центром в селе Тевриз;
- III участок сельского врача с центром в селе Завьялово;
- III участок ветеринарного врача (с ветеринарным врачом и фельдшером) с центром в селе Завьялово;
- Тарский участок податного инспектора с центром в городе Тара;
- VIII участок помощника акцизного надзирателя с центром в городе Тара;
- III район инспектора народного училища с центром в городе Тара;
- Рыбинское лесничество с центром в селе Завьялово.

### Сельские общества
- 1893 год — 22 населённых пункта;
- 1903 год — 43 населённых пункта;
- 1906 год — 43 населённых пункта, 17 сельских обществ;
- 1907 год — 43 населённых пункта, 18 сельских обществ;
- 1908 год — 39 населённых пункта, 21 сельское общество;
- 1909 год — 44 населённых пункта, 30 сельских обществ;
- 1910 год — 47 населённых пункта, 29 сельских обществ;
- 1911 год — 47 населённых пункта, 29 сельских обществ;
- 1912 год — 47 населённых пункта, 31 сельское общество;
- 1913 год — 42 населённых пункта, 26 сельских обществ;
- 1914 год — 27 сельских обществ.

## Промышленность и торговля
На 1905 год в волости имелось 9 частных маслозаводов с количеством переработанного молока 14300 пудов. Имелось 9 частных сепараторов. Количество рабочих 9 человек.
На 1908 год в волости имелся маслодельный завод принадлежавший Чауниной А. Д. в деревне Усть-Оша.
На 1 января 1909 года в волости в общей сложности имелось 9 маслодельных заводов. На них перерабатывалось 9920 пудов молока. Имелось 9 сепараторов, работало 12 рабочих.
На 1910 год имелось 8 частных маслозаводов с 4 мастерами, 11 рабочими. Перерабатывалось 19750 пудов молока из которого получался 901 пуд масла. Масло продавалось по цене 10 рублей 35 копеек за пуд. Общая сумма производительности составляла 9325 рублей.
На 1912 год в волости имелось 11 частных маслодельных заводов. Вырабатывающие 17105 пудов переработанного молока. Покупная стоимость пуда молока составляла 51 копейку. Было получено 823 пуда выработанного масла. Средняя годовая стоимость изготовленного масла составляла 11 рублей 59 копеек за пуд. Число работников составляло 3 человека, получавшие ежемесячную зарплату 7 рублей 75 копеек.
В волости вели торговую деятельность купцы Чекулаев, Мезенцев, Макаров и другие.
В селе Завьялово имелась единственная в волости ярмарка с оборотом не превышающий 50000 рублей.

## Инфраструктура
На 1909 год в волости имелись почтовые операции, государственная сберегательная касса, сельский банк.
В волости имелось: Государственная сберегательная касса и почтовые операции при Аёвском волостном правлении, Аёвский сельский банк, около 15 частных маслодельных заводов и один кожевенный, 6 различных школ и училищ, больница, читальня, ярмарка.
Через волость проходили тракты:
- почтовый тракт Тобольск-Тара со станциями Чаунинская, Завьяловская;
- земский тракт Тобольск-Тара со станциями Чаунинская, Завьяловская;
- земский тракт Тара-Усть-Ишим со станцией Шуховская.

На 1915 год в волости действовало Латышское (Митавское) Общество сельского хозяйства.

## Религия
В 1776 году в слободе Аёвской была основана община старообрядцев (беспоповцев), которая просуществовала до начала XX века. Также раскольники проживали в деревне Горбунова. Всего в волости имелось 2 часовни раскольников-беспоповцев для богослужений.
Волостные православные приходы Завьяловский, Авякский, Чаунинский, Новониколаевский входили в IV благочиние с центром в городе Тара Омской епархии.
В деревне Пушкарёва имелась местно-чтимая икона Святителя Николая, принесённая пушкарём из города Можайска Московской губернии во второй половине XVII века.
В волости имелось 3 часовни в Завьяловском приходе:
- деревня Аёвская Слобода (часовня во имя Архистратига Михаила);
- деревня Пушкарёва (часовня во имя Святого и Чудотворца Николая);
- деревня Шухова (часовня во имя Спаса).

Имелось 2 часовни в Авякском приходе:
- деревня Чаунино (часовня в честь Святого и Чудотворца Николая);
- деревня Чебаклы (часовня в честь Казанской иконы Божьей Матери).

Имелось 4 церкви:
- село Завьялово (церковь в честь Воскресения Христова);
- село Авяк (церковь в честь Покрова Пресвятой Богородицы);
- село Чаунино (церковь в честь Святого и Чудотворца Николая);
- посёлок Николаевский (церковь в честь Святителя и Чудотворца Николая).

В связи с начавшейся Первой мировой войной ещё 2 церкви так и не удалось построить (деревня Котовщикова, деревня Чебаклы).

## Достопримечательности
В селе Завьялово был установлен памятник Императору «Освободителю» Александру II в связи с отменой крепостного права.

## Население
В период 1851—1860 годы в волости ежегодная смертность составляла 3,34 человека на каждые 100 человек.
В 1887 году в волости умерло 407 человек.
В 1888 году в волости умерло 437 человек.
На 1893 год в волости проживало 6933 человека (3605 м — 3328 ж). Насчитывалось 1119 крестьянских и 2 не крестьянских двора.
| Год  | Число жителей |
| ---- | ------------- |
| 1893 | 6933          |
| 1903 | 8893          |
| 1909 | 9779          |

Переселенческое население из Витебской, Воронежской, Вятской, Гродненской, Казанской, Киевской, Минской, Могилёвской, Оренбургской, Орловской, Пензенской, Пермской, Тамбовской, Тобольской, Уфимской губерний. Национальный состав волости: русские, белорусы, украинцы, поляки, эстонцы, латыши, немцы, финны, чуваши, цыгане, мордва, татары, зыряне и незначительное число других.
Крупнейшие населённые пункты
| 1868 год - слобода Аёвская — 391 чел.; - деревня Чаунина — 219 чел.; - деревня Завьялова — 207 чел.; - деревня Авякская — 189 чел.; - деревня Усть-Оша — 155 чел. |  |  | 1893 год - деревня Слобода-Аёвская — 691 чел.; - деревня Чаунина — 614 чел.; - деревня Чебаклинская — 589 чел.; - деревня Авяк — 507 чел.; - деревня Завьялова — 461 чел. |

| 1897 год - деревня Слобода Аёвская — 666 чел.; - деревня Чаунина — 576 чел. | 1903 год - деревня Чаунина — 840 чел.; - деревня Горбунова — 650 чел.; - деревня Слобода-Аёвская — 535 чел.; - деревня Чередова — 426 чел.; - посёлок Чиганинский — 403 чел. |

| 1909 год - деревня Чередова — 930 чел.; - деревня Аёвская Слобода — 735 чел.; - деревня Чаунина — 664 чел.; - село Завьялово — 539 чел.; - деревня Чебаклы — 515 чел. |

## Известные уроженцы
- Голодных, Александр Гордеевич — уроженец села Авякского, Герой Советского Союза.
- Максименко, Пётр Степанович — уроженец села Завьяловского, художник.